# Jan Ambrosii
Jan Ambrosii, Jan Ambrosius, Jan Ambrożowy (zm. 3 października 1504) – biskup pomocniczy wrocławski od 1476.

## Życiorys
Był synem Ambrożego. Od imienia ojca pochodzi przydomek Ambrosii. Wstąpił do klasztoru kanoników regularnych na Piasku we Wrocławiu. Pełnił funkcję prepozyta wrocławskiego szpitala św. Ducha. 11 marca 1476 został sufraganem w diecezji wrocławskiej jako biskup tytularny Cyzicus. Pełnił także inne urzędy: proboszcza w Lubinie, a po zamianie w 1500 w Trzebnicy, kanonika kapituł w Głogowie (1487-1494 rezydował w tym mieście, prebendę posiadał zapewne do śmierci) i Nysie. W 1494 doprowadził do pojednania między kapitułą katedralną a ordynariuszem Janem Rothem. Konsekrował kościoły: św. Piotra i św. Pawła we Wrocławiu (11 lutego 1493), kościół w Starym Koźlu (1499), w Knurowie (1497), św. Barbary w Świdnicy (1501). Ponadto poświęcił ołtarze: w Żaganiu, Nysie i Ziębicach. Wydawał też przywileje odpustowe. W 1481 ufundował kościół św. Fabiana i Sebastiana przy szpitalu św. Ducha we Wrocławiu. Z powodu licznych obowiązków pozaklasztornych nie mógł stale sprawować funkcji prepozyta szpitala i ustanowił dla niego urząd szafarza.
Biskup Jan został pochowany w ufundowanym przez siebie kościele św. Fabiana i Sebastiana. Po jego zburzeniu w 1525 płytę nagrobną przeniesiono do Katedry św. Marii Magdaleny. Wykorzystano ją tam jako nagrobek Łukasza Lindnera (zm. 10 lutego 1538) i na odwrocie opatrzono odpowiednią inskrypcją. Została ustawiona przy północnej elewacji zakrystii pomiędzy przyporami. 26 lipca 1894 nagrobek przeniesiono do dolnego kościoła św. Krzyża we Wrocławiu. Obecnie jest ustawiony w północnym ramieniu transeptu. Nagrobek wykonany z szarego marmuru przedstawia stojącego biskupa z infułą na głowie i pastorałem w ręku. W dolnych rogach znajdują się dwa herby: biskupstwa wrocławskiego i rodowy Himmler. Płytę obiega łacińska inskrypcja wymieniająca imię zmarłego i datę śmierci.
Nagrobek biskupa Jana pod względem stylistycznym bliski jest południowoniemieckiej rzeźbie nagrobkowej, a zwłaszcza bawarskiej. Artysta w sposób naturalistyczny pokazał proces starzenia się duchownego.